# Округ Колман
Округ Колман (енгл. Coleman County) је округ у америчкој савезној држави Тексас. По попису из 2010. године број становника је 8.895.

## Демографија
Према попису становништва из 2010. у округу је живело 8.895 становника, што је 340 (3,7%) становника мање него 2000. године.
| Група             | 2000.         | 2010.         |
| Белци             | 7.599 (82,3%) | 7.123 (80,1%) |
| Афроамериканци    | 202 (2,2%)    | 197 (2,2%)    |
| Азијати           | 20 (0,2%)     | 32 (0,4%)     |
| Хиспаноамериканци | 1.289 (14,0%) | 1.419 (16,0%) |
| Укупно            | 9.235         | 8.895         |